# Glomel
Glomel (en bretó Groñvel) és un municipi francès, situat a la regió de Bretanya, al departament de Costes del Nord. L'any 1999 tenia 1.460 habitants. A l'inici del curs 2007 el 25,7% dels alumnes del municipi eren matriculats a la primària bilingüe.

## Demografia
| 1962                                       | 1968 | 1975 | 1982 | 1990 | 1999 |
| ------------------------------------------ | ---- | ---- | ---- | ---- | ---- |
| 1724                                       | 2044 | 1756 | 1534 | 1457 | 1460 |
| Des de 1962: població sense dobles comptes |      |      |      |      |      |

## Administració
| Període   | Identitat        | Partit |
| --------- | ---------------- | ------ |
| 2001-2006 | Roger Pennec     |        |
| 2006-     | Gérard Corveller |        |